# 凤里街道
凤里街道，是中华人民共和国福建省泉州市石狮市下辖的一个乡镇级行政单位。

## 行政区划
凤里街道下辖以下地区：
东村社区、后花社区、宽仁社区、仁里社区、新华社区、华南社区、华仑社区、五星社区、龙华社区和大仑社区。